# 大娘水饺
大娘水饺是中国大陆的连锁餐厅及急凍食品生产商。其快餐连锁店多在长江三角洲一带，主打各种馅料的水饺。

## 历史
- 1996年4月2日，创始人吴国强在常州商厦拐角处开办“常州商厦美食园”的中餐店，初期经营不善导致亏损；后来推出水饺后获得不错的反响。
- 1996年11月23日，“大娘水饺”常州外送店成立。
- 1997年1月1日，“大娘水饺”常州商厦超市店开设。
- 1999年9月20日，上海南京路步行街店开业。
- 2001年8月，江苏大娘食品有限公司成立，开始进入速冻行业。
- 2006年12月，据官方数据全国连锁店大娘水饺达200家，遍布全国16个省及直辖市。[2]

## 图片
- 位于常州市青果巷内的原大娘水饺总部
- 大娘水饺在深圳北站繽果空間分店
- 大娘水饺在北京西站南广场店
- 大娘水饺的豆浆（右纸杯内）和小票
- 韭菜水饺（右）和豆浆（左纸杯内）